# 吕泽
吕泽（？—前199年），汉朝軍事人物，呂雉的兄長，劉邦的妻舅，山陽郡單父縣（今山東省單縣）人。生于秦末，卒于西漢初。

## 生平
秦末民變時，项羽封刘邦为汉王，吕泽随刘邦入汉中，获封侯，为将军。后来随刘邦平定三秦。在攻打砀下时率先攻入。刘邦解彭城之围时，56万联军被项羽的3万军队击溃，丢盔弃甲，投奔吕泽部：“汉王之解彭城，往从之”。在楚汉之争中，随刘邦转战各地。吕泽还参与了重要的灭齐与歼灭龙且之战，阳都侯丁复“属悼武王杀龙且彭城”。刘邦称帝，建立汉朝，封为周吕侯。高祖八年卒，谥令武。
吕太后称制，追封其为吕悼武王。

## 亲属
- 父亲：吕□
- 母亲：□氏
- 弟弟：吕释之
- 大妹：吕长姁
- 二妹：吕雉，妹夫:刘邦
- 三妹：吕媭，妹夫:樊哙
- 妻子：□氏
- 长子：吕台，儿媳：□氏
- 次子：吕产（死于诛吕安刘），儿媳：□氏